# ルーク・ワシントン・ビッケル
ルーク・ワシントン・ビッケル（Luke Washington Bickel、1866年9月21日 - 1917年5月11日）は、明治時代に来日したアメリカ合衆国の船員宣教師である。別称として「ビッケル船長」。

## 経歴・人物
ドイツ系アメリカ人のバプテスト教会の指導者であったフィリップ・ビッケルの子として、オハイオ州シンシナティに生まれる。船乗りとして修業ののち、商務庁 (イギリス)より船長免許取得。1897年にスコットランドの豪商から日本の内海で使用する伝道船建設の寄付があり、それを監督する船員宣教師として指名された。
1898年（明治31年）5月、当時神戸を中心に活躍していたバプテスト教会の宣教師であったR・A・タムソンの依頼により妻子と共に来日した。
その後日本語を学んだり、有名となったきっかけの船長となった船舶「福音丸」の建造に携わった。なお、この船の建造には他にもアラン親子、ヨット設計者のG・L・ワトソン、職人のクック等が携わったといわれている。翌1899年（明治32年）9月13日に横浜で「福音丸」の献船式が開催された。同年12月2日船長に就任し、神戸港から出港した。その後瀬戸内海の島々や壱岐、対馬等西日本の津々浦々を訪問しキリスト教を伝え、多くの住民と親交を持った。これによって国民からは「ビッケル船長」と呼ばれ一躍名を馳せた。
派遣宣教師連盟の1916年の記録によると、この伝道船によって、60の離島で日曜学校を開き、300名の改宗者を得ることができたという。
1917年（大正6年）出港先の神戸で死去し、神戸市立外国人墓地に葬られた。

## 家族
- 娘のエヴリン（Evelyn Beatrice Bickel Topping、1899-1983）は横浜で生まれ、宣教師ヘンリー・タッピングの息子・ウィラードと結婚し、夫とともに渡米、宣教師となった夫と1931年に日本に帰国したが、戦争により1941年に米国に戻り、1947年再び日本に戻った。[2][3]
- 孫（エヴリンの長女）バーバラは早稲田奉仕園の宣教師ウィルバー・フリーデールの妻となった。[3]
- 孫（エヴリンの二男）のケン（Kenneth Clarke “Ken” Topping、1935-2021）は神戸で生まれ、6歳で渡米、長じて都市計画の専門家となり、京都大学防災研究所の客員教授を務めたこともあった。[4]